# Carmen Barajas Sandoval
Carmen Barajas Sandoval, nacida María Del Carmen Barajas Y De Sandoval Paullada (Condesa de Bragny. Condesa de Barajas) (19 de mayo de 1925 - 5 de noviembre de 2014), fue una aristócrata mexicana, productora de cine y autora de best-sellers. Es conocida por sus proyectos cinematográficos mexicanos e internacionales, así como las biografías de celebridades como María Félix y Jorge Negrete que escribió en una etapa posterior de su vida.

## Biografía
Barajas Sandoval nació el 18 de mayo de 1925 en la Ciudad de México como miembro de una familia aristócrata de origen francés y español. Fue la primogénita de un total de 4 hijos que tuvieron Edelmira De Sandoval y Paullada Escoffier y Lorenzo Barajas y De Fernán Nuñez. La casa familiar estaba ubicada en el local que hoy alberga el Museo del Sello de la Ciudad de México. Después de unos años, la familia se mudó al nuevo y lujoso barrio llamado Chapultepec Heights ahora conocido como Lomas de Chapultepec donde aún existe la casa familiar.
Desde muy joven conoció al actor y cantante Jorge Negrete y se hizo muy amiga de su. familia. Cuando Barajas Sandoval tenía 15 años, le pidió a Negrete que le diera un trabajo de verano como su asistente y de inmediato se enamoró de la industria del cine donde trabajó la gran mayoría de su vida, principalmente como productora.
Debido a esta amistad, y a su importante carrera en la industria cinematográfica, Barajas Sandoval se hizo amiga de algunas de las personas más importantes del mundo del espectáculo mexicano, como María Félix, Dolores del Río, Miroslava y Pedro Infante. Ella fue la responsable de presentarle a Jorge Negrete y, por lo tanto, ayudó a lanzar la carrera de Infante.
En 1947 se casó con Luis Alfonso Lavalle pero el matrimonio terminó en divorcio seis años después.
Barajas Sandoval estuvo relacionada con 84 producciones, tanto en México como a nivel internacional, trabajando en el departamento de producción ejecutiva de Matouk Films. En 1960 fundó, junto con algunos amigos y familiares, una empresa dedicada principalmente a la producción y distribución de películas. Hicieron varias producciones entre las que destacan Batalla en el paraíso (A Battle in Paradise), A la sombra del sol (In the Shadow of the Sun), Vagabundo en la lluvia (Stranger in the Rain), Tiburoneros (Shark Hunters), Tlayucan y Tarahumara . Estas películas fueron un gran éxito y ganaron varios premios internacionales, incluida una nominación al Premio de la Academia a la Mejor Película en Lengua Extranjera en 1962 y la Palma de Oro en el Festival de Cine de Cannes en 1964 para Tarahumara .
Después de esto, Barajas Sandoval se convirtió en una personalidad respetada en la industria cinematográfica y se convirtió en miembro del Consejo de la Academia Mexicana de Cine.
Más adelante en su vida, junto con su hermana Edelmira, creó un atelier de alta costura que rápidamente se convirtió en un éxito en México. Se consideró que sus creaciones tenían la misma alta calidad que cualquier diseñador europeo. Estrellas internacionales como Sylvia Koschina , Christa Linder y Angélica María lucieron sus creaciones en varios estrenos y alfombras rojas alrededor del mundo. Sin embargo, la sociedad con su hermana terminó unos años después y Barajas Sandoval finalmente cerró el atelier.
Debido a su estrecha relación con Francia y sus esfuerzos por mejorar las relaciones diplomáticas entre Francia y México, en 1986 recibió la Legión de Honor del presidente François Mitterrand en el Palacio del Elíseo.

## Activismo
En 1975, Barajas Sandoval fue invitada por su prima, Anilú Elías Paullada, a una conferencia feminista y se unió al Movimiento Nacional de Mujeres .
Durante este tiempo, este grupo hizo varias contribuciones para ayudar a las mujeres maltratadas tanto en México como a nivel internacional.
"La lucha feminista es la más importante de la historia", dijo Barajas Sandoval, quien cuenta números impresionantes sobre mujeres maltratadas a lo largo de la historia, tanto en su país como en el mundo, en su libro autobiográfico Gracias a la vida .
"Nunca dejaré de luchar para ayudar a quien sea abusado y discriminado", dijo Barajas Sandoval, quien además era una apasionada defensora de los derechos de los homosexuales, los mestizos y los derechos del pueblo judío, y cree que toda persona tiene el deber de hacer lo mismo.
"No podemos considerarnos personas civilizadas hasta que se haya erradicado toda forma de discriminación. Las mujeres han sido abusadas y discriminadas durante miles de años porque los hombres creían que éramos seres humanos de segunda clase. Incluso hoy, en el siglo XXI, las personas en algunos países todavía tienen la La estúpida idea de que tener una niña como primogénita es una desgracia y dejar morir al bebé. Esta abominación tiene que ser erradicada antes de que alguien pueda llamarse civilizado.
También he dicho una y otra vez que todo el mundo tiene derecho a amar y ser amado, y nadie en esta tierra tiene derecho a decirle a nadie que su amor por otro ser humano es moralmente incorrecto solo porque resulta que son personas del mismo. sexo. También creo que nadie puede discriminar a nadie solo porque adora a un dios que tiene un nombre diferente, o para humillar o abusar de alguien solo porque tiene un tono de piel diferente, una nacionalidad diferente o una cultura diferente ... Es vital entendemos que los seres humanos habitamos este diminuto planeta juntos y si queremos sobrevivir, tendrá que estar juntos, o no estarlo en absoluto.
Al final, antiblack, antifemale, antigay y todas las formas de discriminación son equivalentes a lo mismo: antihumanism ".
Barajas Sandoval también es defensora de la pena capital contra violadores y asesinos y, junto con su grupo feminista, modificó la legislación mexicana para aplicar un castigo más fuerte contra la violencia hacia las mujeres.

## Filmografía
Barajas Sandoval participó en la producción de 84 películas:
- Tac-Tac (1982)

... a.k.a. Han Violado a una Mujer (Spain)
- Tres Mujeres en la Hoguera (1979)
- Las Mariposas Disecadas (1978)
- Las Fuerzas Vivas (1975)
- Presagio (1975)

... también conocido como Presage (Internacional: título en inglés)
- El Muro del Silencio (1974)
- El general (1970)
- El Oficio Mas Antiguo del Mundo (1970)
- Trampa para un Cadáver (1969)
- ¡Persiguelas y... Alcanzalas! (1969)

... a.k.a. Agente Secretisimo (Mexico: poster title)
- Romeo contra Julieta (1968)
- Vagabundo en la LLuvia (1968)

... también conocido como Hay un extraño bajo la lluvia (Internacional: título en inglés)
- La Puerta y la Mujer del Carnicero (1968)

... también conocido como La puerta y la mujer del carnicero
- Juego Peligroso (1967)

... a.k.a. Jôgo Perigoso (Brazil)
- 5 de chocolate y 1 de fresa (1967)
- La Primera Comunión (1966)
- La Soldadera (1966)
- Tarahumara (Cada vez más lejos) (1965)

... también conocido como Always Further On (Internacional: título en inglés)
- El Gángster (1965)

... también conocido como The Gangster (Internacional: título en inglés)
- Viva Maria! (1965)
- Simón del desierto (1965)
- El Pecador (1964)
- Amor y Sexo (1963)

... también conocido como Safo 63 (título internacional)
- Tiburoneros (1963)

... también conocido como The Shark Hunters (Internacional: título en inglés)
- El candidato de Manchuria (1962)
- El Angel Exterminador (1962)

... también conocido como The Exterminating Angel (International: Título en inglés)
- Tlayucan (1962)

... también conocido como La Perla de Tlayucan
- Suicídate mi Amor (1961)

... también conocido como Kill Yourself, My Love (Internacional: título en inglés)
- Muchachas que Trabajan (1965)
- Los Jóvenes (1961)

... también conocido como Young People (Internacional: título en inglés)
- Guantes de Oro (1961)
- Bala Perdida (1960)

... también conocido como Stray Bullet (EE. UU.)
- El Esqueleto de la señora Morales (1960)

... también conocido como Esqueleto de la Sra. Morales (EE. UU.)
- El pecado de una madre (1960)
- Los Ambiciosos (1959)

... alias La fiebre sube en El Pao (Francia)
- El Hombre del Alazán (1959)
- Almuerzo en la hierba (1959)
- El Cariñoso (1959)
- Escuela de rateros (1958)
- La Cucaracha (1958)

... también conocido como The Soldiers of Pancho Villa (Internacional: Título en inglés)
- La estrella vacía (1958)
- Morir de Pie (1957)
- Muerte en este jardín (1956)

... también conocido como Death in the Garden (EE. UU.)
... también conocido como Evil Eden
... también conocido como Gina (EE. UU.)
... a.k.a. La Muerte en el Jardín (Mexico)
... también conocido como The Diamond Hunters (Reino Unido)
- El Inocente (1956)

... también conocido como The Innocent (Internacional: título en inglés)
- Tizoc (1956)
- El Río y la Muerte (1955)

... también conocido como The River and Death (EE. UU.)
- La Vida No Vale Nada (1955)
- Los Héroes Están Fatigados (1955)
- Sombra Verde (1954)

... también conocido como Untouched (EE. UU.)
- La visita Que No Tocó el Timbre (1954)
- La Ilusión Viaja en Tranvía (1954)

... también conocido como Illusion Travels by Streetcar (EE. UU.)
- Gitana Tenías Que Ser (1953) (story)
- Él (1953)

... también conocido como This Strange Passion (EE. UU .: título de la reedición)
... también conocido como Tormentos
- No ofendes, Beatriz (1953)

... también conocido como Don't Be Ofended Beatrice (Internacional: título en inglés)
- Dos Tipos de Cuidado (1953)
- Reportaje (1953)
- El Bruto (1953)

... también conocido como The Brute (Internacional: Título en inglés)
- Se Le Pasó La Mano (1952)

... también conocido como Overdoing It (Internacional: título en inglés)
- Carne de Presidio (1952)
- La Miel Se Fue de la Luna (1952)
- Hambre Nuestra de Cada Día (1952)
- Doña Perfecta (1951)
- Canasta Uruguaya (1951)
- Los Enredos de una Gallega (1951)
- 21. La hija del Engaño (1951)

... también conocida como hija del engaño (EE. UU.)
- El Siete Machos (1951)
- Una Gringuita en México (1951)
- Si Usted No Puede, Yo Sí (1951)
- Los Olvidados (1950)

... también conocido como The Forgotten Ones (Internacional: título en inglés: título literal)
... también conocido como The Young and the Damned
- Huellas del Pasado (1950)
- Si Me Viera Don Porfirio (1950)

... a.k.a. El rancho de la discordia (Mexico: subtitle)
- Mala Hembra (1950)
- Yo Quiero Ser Hombre (1950)
- Hipólito, el de Santa (1950)
- La liga de las Muchachas (1950)

... a.k.a. Adorables Rebeldes (Mexico)
- Tú, Solo Tú (1950)
- Un Cuerpo de Mujer (1949)
- El Gran Calavera (1949)

... también conocido como The Great Madcap (EE. UU.)
- Los Amores de una Viuda (1949)
- Negra Consentida (1949)
- Flor de Caña (1948)
- Enrédate y Verás (1948)
- Nocturno de Amor (1948)

... también conocido como Nocturne of Love (Internacional: título en inglés)
- Una Extraña Mujer (1947)
- El Ahijado de la Muerte (1946)

## Libros
Barajas Sandoval publicó siete libros:
- Galileo : es una biografía ligera del gran físico, matemático, astrónomo y filósofo. Agotado.
- Chopin :  es una biografía del virtuoso pianista y compositor de piano franco-polaco del período romántico. Este libro es considerado por la Fundación Chopin como el único libro veraz sobre la vida del artista.
- Gracias à la Vida: es su libro autobiográfico donde relata su vida y la interacción que tuvo con algunas de las personas más importantes e impresionantes de la era 1940-1970.[4]
- Una Muja Llamada María Félix (EDAMEX, México, 1993) es un libro de estilo narrativo fácil en el que relata su amistad de toda la vida con una de las divas más importantes de México.[5]
- Con el alma el un hilo (Editorial Praxis, México, 1995) es un libro dividido en 3 partes, cada una de las cuales contiene una triste historia de 3 mujeres sin parentesco de principios del siglo XX en México. Este libro ahora se considera un documento confiable sobre las condiciones de vida de las mujeres en los países de América Latina.[6]
- Jorge Negrete : Aspectos Desconocido Del Idolo Cinematografico (EDAMEX, México, 2001) es una biografía de uno de los cantantes y actores mexicanos más populares de todos los tiempos y la amistad que compartieron hasta la muerte de Negrete.[7]
- Angélica María: Es una biografía de Angélica María.[8]